# Milagres (Bahia)
Milagres est une municipalité brésilienne de l'État de Bahia et la microrégion de Jequié.